# 木下千代治
木下 千代治（きのした ちよじ、1933年（昭和8年）1月5日 - 2022年（令和4年）12月1日）は、日本の政治家。旧青森県大畑町（現・むつ市）長。青森県議会議員（3期）。行政書士。

## 経歴
青森県下北郡佐井村出身。佐井村立佐井中学校卒。佐井村にある郵便局に勤務した後、青森県の全労済大畑地区共済会会長を経て、1987年（昭和62年）青森県議に当選。県議を3期務めた。県議時代に日本社会党青森県本部委員長に就任する。1999年（平成11年）に落選。2000年（平成12年）の衆院選に青森2区から社民党公認で立候補したが落選した。2001年（平成13年）大畑町長選挙に立候補し、現職を破って当選した。大畑町は2005年（平成17年）3月、むつ市と合併し、最後の町長となった。同年9月の総選挙に青森2区から社民党公認で再び立候補したが落選した。
2022年12月に死去した。